# Rei Ayanami
Rei Ayanami (綾 波 レイ, Ayanami Rei) és un personatge fictici de l'anime Neon Genesis Evangelion, escrit i dibuixat per Yoshiyuki Sadamoto, i el manga homònim guionitzat i dirigit per Hideaki Anno. A la versió original la interpreta l'actriu de veu Megumi Hayashibara.

## Origen
Els orígens de Rei es dedueixen gràcies a diverses pistes brindades pels fils argumentals de la sèrie, i les seves relacions amb altres personatges, els que posteriorment són aclarits amb el lliurament de The End of Evangelion, a The Red Cross Book, un llibre lloc a disposició dels compradors d'aquesta última entrega de la sèrie (prèvia la sortida de Rebirth of Evangelion).
El primer que es pot conèixer és que Rei és l'Àngel primogènit de Lilith. En la seva faceta espiritual, Rei és l'esperit del segon Àngel, però sense memòria, allotjat en un cos humà a manera de recipient. I en la seva faceta biològica, Rei és una reproducció artificial de Yui Ikari, la qual cosa la converteix en alguna cosa semblant a una germana de Shinji i una filla de Gendo Ikari o la substitució de la seva esposa, així com una forma de vida molt similar a Kaworu. Les seves mides actuals són 95-58-92.
| «                                            | "Compartim la mateixa naturalesa". | » |
| — Kaworu, a Neon Genesis Evangelion cap 24 . |                                    |   |

El cos de Rei va ser realment creat a partir de les restes del cos de Yui que van quedar dins el Entry Plug l'EVA-01, després de l'experiment de contacte. Una gran quantitat de còpies d'aquest cos van ser preparades en el Dogma Terminal per al funcionament dels EVAs i els sistemes operatius dels simuladors.
En el transcurs de la història quan una Rei mor pot ser reemplaçada per una altra sense cap coneixement de la seva antiga vida però amb noció del que pas. La Rei que apareix a The End of Evangelion és la tercera. La primera va ser assassinada per la Dra Naoko Akagi en un atac de nervis i de gelosia, la segona va ser eliminada en el seu combat contra l'àngel Armisael en salvar a Shinji en batalla sacrificant la unitat 00. Encara que cada una de les personalitats d'aquestes tres Rei són diferents a causa de les circumstàncies que l'envolten, la seva ànima és única.
Es dedueix que Gendo Ikari va criar a Rei des que va néixer en un quart ocult sota dogma central semblant a la seva habitació, ja que en la sèrie se la contempla de molt petita al seu costat, aparentment com en una adopció temporal, la qual cosa porta a altres personatges a percebre la seva evident similitud. De fet, entre els records que Shinji troba el de la seva mare a l'interior de l'EVA-01 només escoltant una conversa sense cap personatge, més que la imatge d'un vagó al vespre, en el qual sent que Gendo assegura que si el seu fill és un nen, ho dirà Shinji, i que si és una nena, la cridarà Rei.
No obstant això, el motiu de l'existència de Rei és revelat en el llargmetratge The End of Evangelion: Rei, sent un Àngel, existeix per fondre finalment amb el cos de Lilith i provocar el Tercer Impacte de forma controlada per Gendo. Això donaria a Rei un absolut control sobre la vida i permetria que Gendo tornés a veure a Yui, ocupant el camp de Shinji. Però tot surt malament, ja que en escoltar la veu de Shinji deixa a Gendo i va amb Shinji en el seu "ajuda".

## Personalitat
| «                                                                        | Ella necessita ser pintada com una noia jove amargament infeliç amb sentit petit de presència. | » |
| — Hideaki Anno, a Yoshiyuki Sadamoto en el disseny de personatge de Rei. |                                                                                                |   |

A l'inici de la sèrie, Rei és presentada com una jove enigmàtica de caràcter introvertit, silenciós i gens comunicatiu, que tot i confiar en les persones adultes, només manifesta emocions i lleialtat sincera cap a Gendo Ikari, encara en una relació distant.
Shinji no triga a interessar-se per ella tot i com resulta de difícil conèixer-la, i ella sembla tenir un ambigu llaç amb ell pel fet que ell la va substituir eficaçment per pilotar l'EVA-01 per la seva incapacitat física en el principi de la sèrie.
Rei viu en un carrer desolada de Tòquio-3 en un solitari apartament gairebé sense moblar que Shinji visitarà per lliurar-li una identificació la qual cosa li servirà per anar relacionant-se amb ella molt lentament, la qual cosa mostra que Rei porta una vida monòtona i aïllada que l'ha convertit en el que és. Aquest apartament resulta ser una representació de la cel subterrània en què Rei va néixer i es va criar per Gendo, segons diu Ritsuko.
Rei tendeix a atreure el rebuig i fins i tot el menyspreu de l'Asuka Langley causa de la seva personalitat extremadament submisa, passiva i obedient des de l'instant en què la pilot de l'EVA-02 li ofereixi amigablement la seva amistat i ella respongui que l'acceptarà quan li sigui ordenat pels adults. De fet, Rei és en molts aspectes diametralment oposada a Asuka. Asuka és extravertida i passional, mentre que Rei és introvertida i freda, a Asuka li agrada menjar carn, mentre que Rei és vegetariana; Asuka s'enorgulleix dels seus èxits i la seva existència individual, mentre que Rei es limita completament a acatar i, segons la seva pròpia afirmació, no dubtaria a matar-se si Gendo Ikari l'hi dictés.
La possessió material més preuada de Rei són les ulleres trencades de Gendo Ikari, que va recollir del terra quan a aquest li van caure a terra per alliberar-la de la càpsula eyectada de l'EVA-00.Lo qual en REBU of evangelion és gairebé el mateix però després de lluitar contra l'Àngel Ramiel i que Shinji la rescata la seva possessió més preuada es va convertir en el reproductor de Shinji la qual cosa es pot veure en una escena de REBU of Evangelion 2.0.
| «                    | Un canvi emocional causa certs músculs a la cara tensar, produint una "expressió". Rei és inexpressiva però no és que ella no senti emocions, ella es creu incapaç de manifestar-la qual cosa després canviés per causa de Ikari Shinji després de la baralla amb Ramiel | » |
| — Yoshiyuki Sadamoto | |   |

Rei, al llarg de la sèrie, manifesta una evolució emocional derivada d'altres personatges, particularment de la seva relació amb Shinji. En principi, s'enfada quan ell irromp a casa seva i tempteja les ulleres de Gendo sorprenent-nua. I tot seguit, quan Shinji tracta d'entaular una conversa amb ella, manifesta la seva desconfiança cap al seu propi pare, la qual cosa ofèn Rei i la condueix a bufetejar.
No obstant això, Rei entaula una relació d'afecte amb Shinji des que aquest la rescata de la càpsula de l'EVA-00 després de patir grans danys en combat contra l'Àngel Ramiel tal com havia fet el seu pare, cabent a destacar que en aquell moment Shinji havia lluitat al seu costat. En aquest moment, Rei manifesta no saber què expressar i Shinji li demana un somriure. Ella li correspon.
En un altre moment de la sèrie, Rei sembla sentir compassió per la sobtada depressió de l'Asuka i la seva incapacitat per pilotar l'EVA-02, i tracta d'oferir un consell, però es veu corresposta per insults i una bufetada.
El clímax de l'evolució emocional de Rei arriba en el combat contra l'Àngel Armisael. Rei ha sentit emocions d'ira i por en combat, però en aquesta baralla, una sobtada desesperació barrejada amb un xoc de records la porta a sorprendre a si mateixa plorant. I en un fort desig de salvar-li la vida a Shinji, s'autodestrueix l'EVA-00 perint aparentment amb ell.
No obstant això, Rei no triga a reaparèixer, aparentment sense records, i no obstant això manifesta desitjos de conèixer-se a si mateixa. I aquesta curiositat la porta a recordar les seves emocions recents ia tornar a plorar.
Rei, a l'episodi 12 manifesta que "no li agrada la carn". La raó per això no s'explica, encara que Anno i  Nadia (Personatge i títol de l'anime més primerenc de Anno) també són vegetarians.
És implícit en l'episodi 19 que Rei no somia. Quan Shinji està inconscient a l'hospital Asuka diu que ell ha d'estar somiant, i Rei està desconcertada sobre el que Asuka s'estava referint, ja que no sap que és això.

## Relacions
Al principi de la sèrie, Rei és una figura enigmàtica l'estranya conducta confon als seus parells. Amb el transcurs de la sèrie, la seva personalitat evoluciona i comença a involucrar cada vegada més amb les persones al seu voltant, particularment amb el seu company de classe i de NERV Shinji Ikari.
Breument abans de l'arribada de Shinji a NERV, Rei era a la unitat Evangelion 00 realitzant una prova d'activació que va acabar en desastre. Rei va acabar severament ferida durant aquesta prova, i Gendo va cremar les seves mans amb la comporta del Entry Plug mentre intentava obrir-lo per rescatar-la. Després, ella va guardar un parell de les seves lents (què s'havien deformat i badat per la calor del LCL del Entry Plug) com un record, i va desenvolupar una lleialtat cap a ell.
Ella va bufetejar Shinji pels seus comentaris negatius sobre Gendo com a pare. No obstant això, la seva lleialtat a Gendo es corroeix quan ella dona testimoni de les seves interaccions amb Shinji. Ella desobeeix les ordres de Gendo en diverses ocasions, encara diu prop del final de la sèrie que ella obeiria tot l'ordre de matar-se. De fet, l'única manera en la qual ella desobeeix ordres en combat és posant en perill la seva vida.
A The End of Evangelion, el dia que passa el Tercer Impacte, la seva lleialtat cap a Gendo ha desaparegut completament. Ella aixafa el parell fos de lents, llavors traeix a Gendo sabotejant el seu pla per a la instrumentació humana.
En els primers episodis, Rei és indiferent amb Shinji quan ella està sola asseguda al final de l'aula mirant el cel, mentre Shinji està confós per ella. Primer aconseguir saber la seva manca d'emocions, però la seva relació comença a créixer després de la batalla contra l'Àngel Ramiel en l'Operació Yashima, quan Shinji arrisca la seva vida per rescatar-la de la mateixa manera que Gendo ho va fer. Rei lentament es va apropant més a Shinji acord transcorre la sèrie, encara que els seus companys de classe semblen pensar que els seus sentiments són obvis per a tots excepte per a ells; Rei no comprèn que ella es preocupa de Shinji fins que Toji Suzuhara li parla. Ella comprèn després que Shinji és l'única persona a qui ella ha dit alguna vegada "gràcies".
L'únic moment de pànic que experimenta Rei és quan li demanen a ella que es retiri quan Shinji va ser absorbit per Leliel, més tard s'adona que Shinji és important per a ella. La seva associació dura fins a la batalla contra l'Àngel Armisael. L'Àngel es fusiona parcialment amb Rei i es comunica amb ella, llavors intenta fondre amb Shinji, però, Rei s'autodestrueix seva EVA per matar l'àngel salvant a Shinji. Rei es troba bé després de la batalla amb Armisael, ja que és un nou clon d'ella i reemplaça al que va morir en la batalla, però, la nova Rei manté alguna forma d'afecte per Shinji com és evidenciat per les seves accions a The End of Evangelion.
A The End of Evangelion, després que Rei absorbeix Adam en el seu cos, ella diu, "jo puc sentir el cor de Ikari que em convoca a mi" abans que ella es fusioni amb Lilith. Rei també s'apareix davant Shinji en dues escenes, un cop a l'episodi 1 i un cop prop de la conclusió de The End of Evangelion, després de l'extrem de Tercer Impacte. En ambdues escenes, Rei es veu a una distància que mira Shinji per un moment breu, llavors pel que sembla desapareix.
Quan Asuka arriba a Tòquio-3 i parla la primera vegada a Rei per, ella li exigeix ser amigues "perquè seria convenient", llavors Rei comenta que ho faria si l'hi ordenaven. Asuka repetidament diu acudits sobre Rei i la seva relació de Shinji, i desplega gelosia sobre la seva creixent relació. També, mentre Asuka i Shinji estaven entrenant per aturar Israfel, Asuka s'enfuria quan Rei i Shinji realitzen la rutina del ball sincronitzada fàcilment, que ella i Shinji estaven tenint dificultat. Ella també freqüentment crida a Rei "Nena Model" d'una manera sarcàstica. Cap a finals de la sèrie, Asuka veu a Rei com una obedient, nina sense emocions, i odia a Rei a causa dels esdeveniments de la seva infantesa summament traumàtics, un que involucra una nina. No obstant això, Rei encara intenta ajudar a Asuka aconsellant de l'Eva ja rescatar després de Arael. Això només danya l'ego de l'Asuka i fa que el seu odi a Rei creixi més encara.
Rei fins i tot està menys connectada amb Toji Suzuhara del que ella està amb Shinji o Asuka, ia principis de la sèrie Toji i Kensuke li diuen a Shinji que ells no saben res d'ella, i que ella no actua recíprocament amb ningú. No obstant això, és Toji el primer que li diu a Rei que es veia atreta a Shinji. Després, en la lluita contra la unitat Evangelion 03 posseïda per l'Àngel Bardiel i pilotada per Toji, la personalitat normalment destacada de Rei sembla canviar una mica.
Shinji es va negar a atacar a la unitat 03 perquè sabia que un elegit, com ell, estava atrapat dins (i posteriorment s'assabenta que es tracta de Toji). Rei no es nega a atacar completament. No obstant això, perquè atacar significaria la possibilitat de matar a Toji; aquest moment de vacil·lació dona una obertura a Bardiel per vèncer a la unitat Evangelion 00, gairebé matant a Rei.
Com Asuka, Ritsuko no veu a Rei com una persona, i se sent que Gendo la va rebutjar d'alguna manera a favor de Rei. Els seus gelosia es tornen odi delgadamente cap Rei, i ella es desfoga destruint els clons de Rei, com que es veu l'episodi 23 de la sèrie. Com amb Asuka, Rei no expressa cap animositat cap a ella.
A la pel·lícula Rebuild of Evangelion, Rei no té molts canvis dràstics fets a la seva personalitat. Les úniques noves seqüències de Rei són versions alternatives de les successions de son de tren de Shinji. Aquestes dues successions mostren a la ment amb problemes de Shinji durant la narrativa de la pel·lícula i també mostra que hi ha un lligam més profunda entre Shinji i Rei que ho sospitat quan ells s'agafen de les mans.

## Clons i Dummy Plug
Rei passa grans quantitats de temps en un tub ple de LCL en una estructura que s'assembla a un cervell gegant a la cambra del sistema Dummy Plug, sense que es mostrin les raons d'això. La paret circular d'aquest quart està pintada originalment amb successions d'ADN, però al final de la sèrie, es revela que és un tanc ple de LCL que conté dotzenes de clons sense ànima de Rei. Segons Ritsuko, els clons són el centre del sistema Dummy Plug, referint-se també a aquests com a parts de recanvi o "contenidors" per Rei.
La mateixa Rei, en benes després de la batalla contra l'Àngel Armisael, però sense lesions visibles ni records de la batalla, diu "crec que he de ser la tercera".
El fullet de la pel·lícula declara que ella pot reemplaçar el seu cos completament, transferint la seva ànima a un nou clon cada vegada que mor. Una altra evidència en suport d'això és que en l'animi s'inclou la següent línia:
| «                                          | "si jo moro, una altra pot reemplaçar." | » |
| — Rei Ayanami,en Neon Genesis Evangelion . |                                         |   |

Per tant, podem deduir que es mostren tres "Rei":
- Rei I: El primer clon, és assassinada per Naoko Akagi en l'any 2010 (com es mostra en l'episodi 21).

- Rei II: És el clon de Rei mostrat en el primer episodi i qui apareix en la majoria dels episodis de la sèrie. Ella mor quan s'autodestrueix la unitat 00 per derrotar el Ángel Armisael en l'episodi 23.

- Rei III: És la versió que apareix des de la segona meitat de l'episodi 23 fins The End of Evangelion.

En Neon Genesis Evangelion Anima es mostren tres clons a part de Rei III i cadascuna és pilot d'un Eva diferent, són:
- Rei IV: El quart clon de Rei. És la pilot de l'Eva 0 • 0 Katoru, porta cabell platejat i el seu lug suit és de color blau marí amb tubs verd fosforescent.

- Rei V: Cinquè clon de Rei, pilot de l'Eva 0 • 0 Sanku. El seu cabell és més curt a diferència de les altres de color morat.

- Rei VI: Sisè clon de Rei d'aspecte semblant a Rei I. És la pilot de l'Eva 0 • 0 Shisu, el seu plug suit és molt semblant a l'utilitzat per Rei en la sèrie, només que aquest té ales a les espatlles per poder augmentar la respiració dins del LCL.

Aquestes diferents encarnacions normalment són anomenades "Rei I," "Rei II" i "Rei III," i tenen temes musicals amb els mateixos noms. En episodi 23, Ritsuko destrueix els clons de "Rei IV" d'ara endavant.
A The End of Evangelion, unes figures brillants de Rei hi ha mirant cap avall moments abans que Misato i Ritsuko morin. Aquestes imatges espectrals també apareixen sobre els cadàvers del personal de NERV quan aquests van morir.

## Manga Oficial: Adaptació per Yoshiyuki Sadamoto
En el manga, Rei és una mica més "humana", en el sentit que ella respon més ràpidament al contacte humà. Les interaccions de Shinji amb ella són implícites com la raó principal del seu canvi, quan de la batalla amb l'Àngel Armisael, s'indica fortament que Rei està enamorada de Shinji. Shinji recíproca aquest afecte fins a cert punt, però és insegur del que ell sent per Rei i on la seva relació va. En el volum 9, ell reconeix que el buit entre ells ha estat considerablement reduït des que ells es van trobar per primera vegada; encara, ell espera que aquest buit es pugui reduir més enllà. En volum 5 Rei convida a Shinji realment a casa (sorprenent-) i fa té per als dos. També és molt més implícit que aquest Rei és un clon de Yui Ikari. En volum 8 (corresponent a la conseqüència de la lluita amb Zeruel en l'animi), Rei li diu a Shinji "torna," i pot comunicar amb el que sembla l'aspecte Angèlic de la Unitat 01 que s'ha emmascarat com Yui i ha estat intentant guardar a Shinji dins de si mateix. Ella diu a l'Eva, "jo sóc tu i tu ets jo, l'anterior jo". unitat 01 està d'acord tant i exigeix saber per què Rei està interferint amb els seus plans per Shinji. Després que Shinji "reneixi" de la unitat 01, ell i Rei visiten un jardí en un altre nivell d'oficina principal de NERV. Allà, ella recuenta les vegades quan Shinji va tocar la seva mà i com els seus sentiments van canviar amb cada contacte;
| «                                   | El primer cop que ens toquem no vaig sentir res ... La segona vegada em vaig sentir marejada, la tercera vegada va ser càlida, va ser com si la calor de la teva mà travessés el vestit, però la quarta vegada em vaig sentir feliç, feliç perquè et vas sentir preocupat per mi ... | » |
| — Rei a Shinji Evangelion, Stage 54 | |   |

Ella li pregunta llavors a Shinji si ella pot sostenir la seva mà, i ell accepta.
El seu desig a ser reconeguda com una persona, en lloc de com "la nina", la posa en algun moment maldestre, fins i tot en les situacions perilloses. En un moment donat, Ritsuko intenta escanyar quan ella parla enrere amb el doctor. En aquesta successió hi ha indirectes que les medicines vistes a la seva habitació (tant en l'animi i el màniga) són necessàries per a la seva supervivència, fins i tot Ritsuko amenaça detenir si Rei diu a qualsevol sobre l'atac. En la seva primera trobada amb Kaworu, quan Kaworu diu que ells són el mateix, ella pondera això i llavors li contesta: "No Nosaltres no som el mateix. Nosaltres podríem ser molt similars ... però nosaltres no som el mateix".
En la batalla contra Armisael, quan l'Àngel es comunica amb Rei, l'obliga que comprengui que ella vol a Shinji per a ella i que està enfadada amb Asuka per tenir l'atenció de Shinji. Com en l'anime, ella s'autodestrueix amb la unitat 00 per destruir l'Àngel. No obstant això, s'indica que la "nova" Rei (Rei III) encara té alguns records residuals, diferent de la seva contrapart de l'animi, quan ella es pregunta a si mateixa per què està viva de nou tornant als quarts. Ella recull els lents de Gendo i els estreny al punt de trencar-; aquesta escena també estava en l'animi, però els pensaments de Rei no es revelen allà. Després que ella visita el jardí es veu que se'n va anar amb Shinji a l'Stage 54 i imita les accions anteriors (com ficar la mà en l'aigua).